# Diego Enríquez de Guzmán y de Toledo
Diego Enríquez de Guzmán y Toledo (Zamora, ... – 2 agosto 1604) fu il V conte di Alba de Liste, viceré di Sicilia dal 1585 al 1592, consigliere di Stato, gentiluomo del re, commendatore dell'Ordine del Toson d'oro (1602) e Maggiordomo maggiore del Re al servizio della regina e della infanta Isabella Clara Eugenia d'Asburgo.

## Biografia
Nacque a Zamora (Spagna), da Enrique Enríquez de Guzmán e da Leonor de Toledo. Partecipò alla battaglia di Lepanto, e come capitano alla Guerra degli Ottant'anni. Per premiare i suoi servigi, il 26 gennaio 1585, da Alcalá, re Filippo II di Spagna lo nominò Viceré di Sicilia. Il conte si mise immediatamente in marcia, e come primo atto represse le rivolte popolari a Napoli, dove prestò giuramento come Viceré, e il 3 agosto 1585 entrò a Palermo accompagnato dalla moglie, María de Urrea, figlia dei conti di Aranda.
In qualità di Viceré, il 17 maggio 1586, tenne un parlamento straordinario per chiedere la concessione di duecentomila scudi siciliani, destinati alla dote dell'infanta Caterina Michela d'Asburgo. In quello stesso anno creò l'ospedale di San Bartolomeo e nel 1589 quello di San Giacomo. Ordinò inoltre di prosciugare il Papireto, costruire numerose fontane a Palermo e di rifornire di viveri l'armata marittima spagnola (che a quel tempo si scontrava con quella inglese).
All'inizio di aprile 1588 convocò nuovamente il parlamento generale affinché si occupasse della fortificazione dell'Isola, in previsione di un possibile attacco inglese. Tutti questi provvedimenti gli valsero la conferma dell’incarico il 4 agosto, anche se fu solo il 23 marzo dell'anno successivo che prese possesso del vicereame per la seconda volta.
Il suo secondo mandato fu uno dei più difficili, per la fame, la crisi epidemica, le ribellioni e la perdita dell'appoggio dei nobili, che nel luglio 1591 rifiutarono di concedergli l’abituale donazione ai Viceré. A causa di questa situazione, nel 1592 il conte si dimise e tornò a Zamora.
Per saldare il debito di 70.000 ducati che lo Stato gli doveva come stipendio vicereale, Filippo II lo nominò maggiordomo maggiore della regina Margherita d'Austria. Nel 1602 fu decorato con il Toson d'Oro. Morì il 2 agosto 1604 senza eredi, motivo per cui il titolo di conte di Alba de Liste passò a suo fratello Antonio Enríquez de Guzmán.